# Estación de Denges-Echandens
La estación de Denges-Echandens es una estación ferroviaria de las comunas suizas de Denges y Echandens, en el cantón de Vaud.

## Historia y situación
La estación de Denges-Echandens fue inaugurada en el año 1855 con la puesta en servicio del tramo Renens - Morges de la línea Ginebra - Lausana.
Se encuentra ubicada en el límite de las comunas de Denges y Echandens, situada al norte del núcleo urbano de Denges y al sur del núcleo urbano de Echandens. Cuenta con dos andenes laterales a los que acceden dos vías pasantes. En el oeste de la estación existe una gran playa de vías que se extiende hasta la estación de Lonay-Préverenges y es usada como estación de clasificación de trenes de mercancías para el área de Lausana.
En términos ferroviarios, la estación se sitúa en la línea Ginebra - Lausana. Sus dependencias ferroviarias colaterales son la estación de Lonay-Préverenges hacia Ginebra y la estación de Renens en dirección Lausana.

## Servicios ferroviarios
Los servicios ferroviarios de esta estación están prestados por SBB-CFF-FFS:

### RER Vaud
La estación forma parte de la red de trenes de cercanías RER Vaud, que se caracteriza por trenes de alta frecuencia que conectan las principales ciudades y comunas del cantón de Vaud. Por ella pasa una línea de la red:
- S 3 Allaman - Morges - Lausana - Vevey - Montreux - Villeneuve.